# مبارزان خیابانی: افسانه چون-لی
استریت فایتر: افسانه چون-لی (به انگلیسی: Street Fighter: The Legend of Chun-Li) فیلمی آمریکایی در ژانر اکشن جنایی به نویسندگی جاستین مارکس و کارگردانی آندری بارتکویاک است که بر اساس مجموعه بازی‌های ویدئویی مبارز خیابانی شرکت کپ‌کام ساخته شده‌است. در این فیلم بازیگرانی همچون کریستین کروک در نقش شخصیت چون لی، نیل مک‌دونا، کریس کلاین، مایکل کلارک دانکن و تابو ایفای نقش می‌کنند. داستان فیلم دربارهٔ شرح زندگی شخصی چون-لی و سفرهای او برای اجرای عدالت را روایت می‌کند. افسانه چون-لی توسط فاکس قرن بیستم در ۲۷ فوریه ۲۰۰۹ به نمایش درآمد و با نقدهای منفی منتقدان سینما مواجه شد و همچنین فروش ناامیدکننده‌ای در گیشه داشت.